# Ceràmica diaguita
La conquesta del poble diaguita pels inques va impactar directament en la seva ceràmica i identitat, doncs amb l'arribada dels dissenys de Cusco van sorgir un conjunt de peces i motius decoratius anteriorment desconeguts.
Gabriel Cantarutti i Rodrigo Mera plantegen que la terrisseria va constituir un suport propici per a transmetre idees vinculades a l'imperi, per això quan totes dues cosmovisions van convergir en un espai comú, les maneres de representar el món del grup conqueridor es va imposar i van negociar com a part de les estratègies ideològiques de control (2002-2005:210).